# Serralunga di Crea
Serralunga di Crea (en piamontés Seralonga 'd Crea) es un municipio italiano de la provincia de Alessandria.
En el territorio de este municipio se encuentra el Sacro Monte di Crea (Patrimonio Mundial de la Unesco)

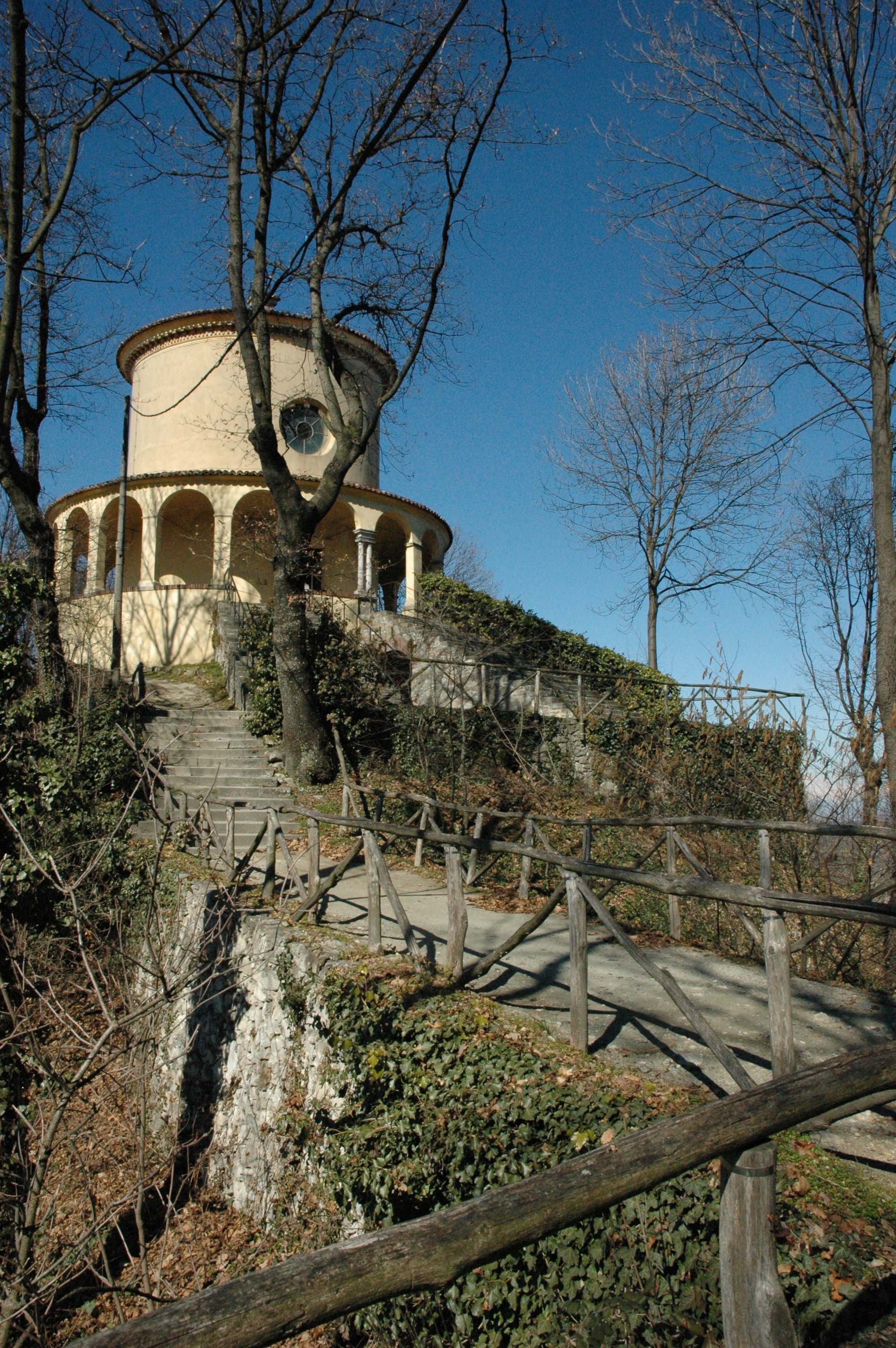
Sacro Monte di Crea Capilla del Paraíso
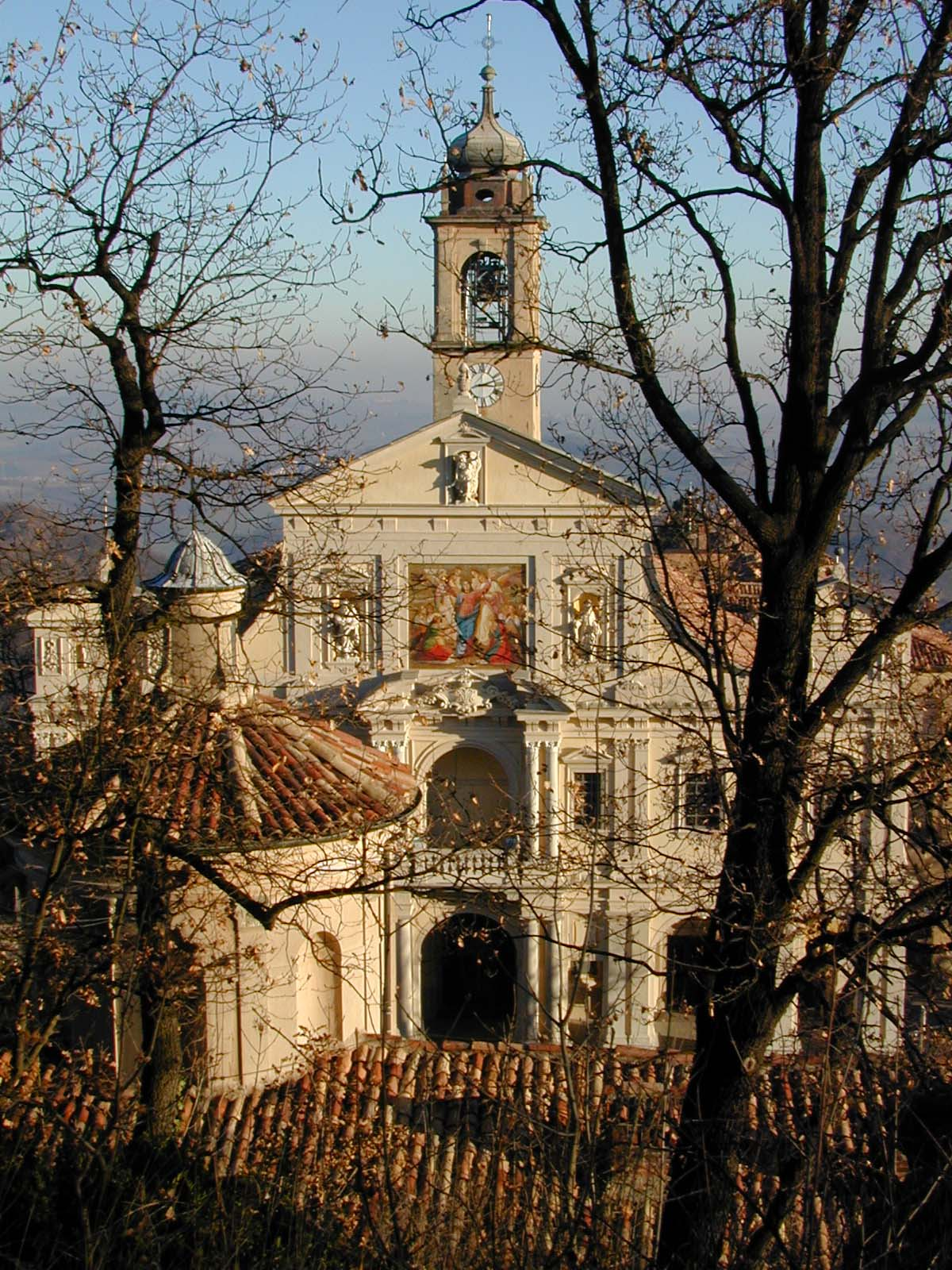
Sacro Monte di Crea Santuario
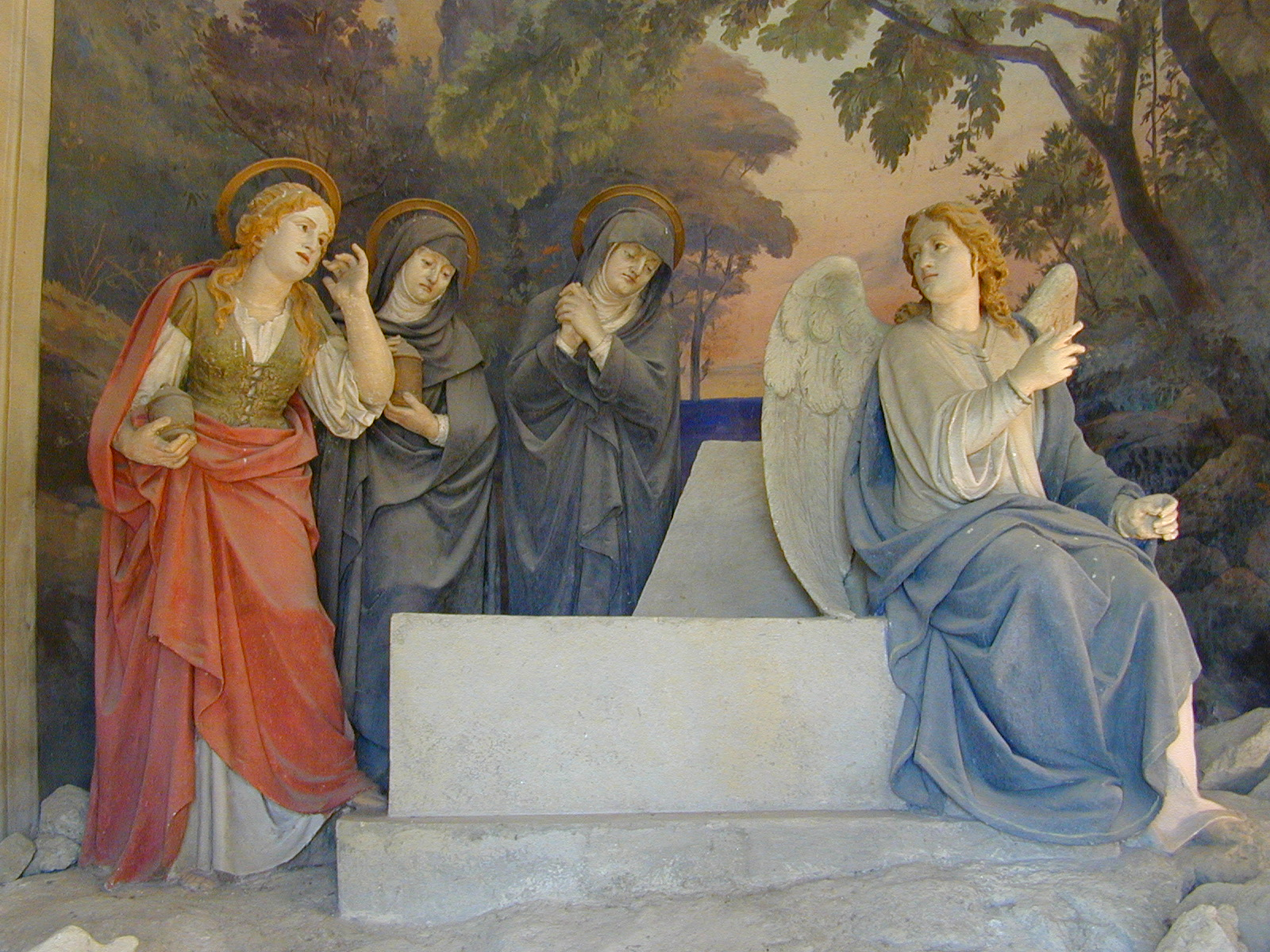
Sacro Monte di Crea Capilla 19 (La Resurrección)

## Evolución demográfica
| Gráfica de evolución demográfica de Serralunga di Crea entre 1861 y 2001 |
|                                                                          |
| Fuente ISTAT - elaboración gráfica de Wikipedia                          |